# Hannonville-Suzémont
Hannonville-Suzémont is een gemeente in het Franse departement Meurthe-et-Moselle (regio Grand Est) en telt 241 inwoners (1999).
De gemeente maakt deel uit van het arrondissement Briey en sinds 22 maart 2015 van het op die dag opgerichte kanton Jarny. Daarvoor hoorde het bij het kanton Conflans-en-Jarnisy, dat toen opgeheven werd.

## Geografie
De oppervlakte van Hannonville-Suzémont bedraagt 8,7 km², de bevolkingsdichtheid is 27,7 inwoners per km².
De onderstaande kaart toont de ligging van Hannonville-Suzémont met de belangrijkste infrastructuur en aangrenzende gemeenten.

## Demografie
De figuur toont het verloop van het inwonertal (bron: INSEE-tellingen).